# 卢丽安
卢丽安（1968年12月—），生于高雄縣旗山鎮（今高雄市旗山區），閩南裔臺灣人，中國共產黨黨員，中華人民共和國英国文学研究专家，上海复旦大学教授，上海市台湾同胞联谊会会长。
1997年赴上海复旦大学任教，后取得中国大陆身份证，获得大陆户籍。2015年，加入中国共产党。2017年，因中共十九大代表身份，引起海峡两岸关注。10月，中華民國政府註銷其臺灣戶籍。

## 生平
卢丽安生於台湾高雄縣旗山鎮（今高雄市旗山區）的一个医生家庭。她是家中七个孩子中的老二。卢氏家族是明末清初，由福建漳州移民台湾的閩南裔臺灣人。畢業於高雄女中。1986年9月，考進国立政治大学，1990年6月自国立政治大学西洋语文学系（后更名为英国语文学系）毕业。1991年9月，留学英国爱丁堡大学英国文学系攻读文学硕士，1992年12月毕业。1993年9月，进入英国格拉斯哥大学英国文学系攻读文学哲学博士学位，1999年12月毕业。
在英国爱丁堡大学攻读博士期间，卢丽安结识台湾籍男同学沈一帆。两人交往后，以“裸婚”的方式结婚。日后，沈一帆亦為上海復旦大學教授。1997年，卢丽安夫妇接受中华人民共和国人事部安排，以“返国定居专家”身份到上海复旦大学外文学院任教，由此定居丈夫的祖籍地上海。1997年后，卢丽安取得中国大陆身份证，但夫妇二人和儿子仍保留臺灣戶籍，设籍于臺中市中區。
1997年至2001年2月，卢丽安担任复旦大学讲师；2001年3月至2013年12月为副教授；2013年12月升等教授。研究英国文学、二十世纪英国小说、性别研究、女性主义、文学社会学、生命书写、安徒生研究。2009年9月至2010年6月，按照中美富布赖特访问学者计划，在美国密西根大学安娜堡分校妇女与性别研究中心与英文系进修。曾任上海市政协委员。
2013年起，卢丽安接替林明月任上海市台湾同胞联谊会会长。同时继续担任复旦大学外文学院英文系教授、博士生导师、副院长。2014年，递交入党申请书，申请加入中国共产党。两位入党介绍人之一，是时任上海市委常委的沙海林。2015年，成为中共预备党员。
2017年6月19日至21日，在中国共产党全国台湾省籍党员代表会议上，卢丽安等10位台湾省籍人士当选台湾省出席中共十九大代表，卢丽安是其中唯一出生在臺灣地區的代表。10月，卢丽安作为大会代表出席了中共十九大，并接受媒体访問，期間更以台湾话喊出「我們愛台灣，當然也可以愛大陸」，並宣稱「以身為台灣的女兒為榮，以身為中國人為傲」。
10月初，臺中市中區戶政所依內政部函文，註銷盧麗安和兒子的臺灣戶籍。10月5日，陆委会主委张小月證實，卢丽安确實在台湾出生，目前已获陆籍。陆委会对此表示尊重。卢丽安幾次進出臺灣地區都使用大陸籍身分。亦沒有違反《兩岸人民關係條例規範》中，台灣人不得在大陸擔任黨政軍職務的問題，政府會做後續處理。10月26日，陆委会副主委林正义在立法院證實，卢丽安夫妇的台灣戶籍已被註銷，喪失台灣地區人民身分。
2018年2月，当选为感动中国2017年度人物。

## 家庭
- 祖父：盧老枝，高雄旗山人，曾留學日本，先後於奈良縣立郡山中學校（今郡山高等學校）、舊制大阪高等學校、京都大學農學部畢業。

根據《台灣人士鑑》記載，盧老枝在就讀奈良縣立郡山中學校四年級時，校內發生火災，大家都忙著逃命，只有盧老枝衝入火場搶救出一幅天皇照片，到達安全地帶後獲得皇室讚揚。
二戰期間東京街頭戰車、軍車大遊行，一支日本國旗掉進車底下，盧老枝攔住車輛，爬進車底下救出旗子，現場一陣掌聲，被媒體記者登在隔天日本各大報，並編進日本小學課本內。
盧老枝返台後曾任旗山街協議會員、旗山信用組合理事、旗山農民學校組合議員，是日治時期很重要的台籍仕紳。
大正12年（1923年）4月16日，日本皇太子殿下（後來的裕仁天皇，當時的監國）來台行啟時，盧老枝因搶救天皇照片的事蹟受「恩賜財團台灣濟美會」會長內田嘉吉（後來的台灣總督）贈金一封表彰。
戰後國民政府來台，盧老枝加入中國國民黨，曾任旗山國中校長，但因向學生強捐款項20餘萬，被以瀆職罪嫌起訴。1947－1948年间曾任高雄区农业改良场场长，从事水田耕作制度研究。
- 父：盧建志，醫生，曾任衛生福利部屏東醫院院长[16]。
- 母：蒋美樱，曾任旗山国中教师。後曾任旗美合唱团团长，旗山蕉城美术协会理事长[16]。
- 丈夫：沈一帆，臺灣外省人，其父为上海人[3]。
  - 沈一帆、卢丽安夫妇及儿子的户籍均在臺中市中区。2007年1月时，沈一帆取得中国大陆户籍[b]。2015年，中华民国政府按程序注销沈一帆的台湾户籍。2017年10月初，中华民国政府按程序注销卢丽安与儿子的台湾户籍[1]。

## 著作

### 期刊论文
- 《四位十九大黨代表在研討會上的發言摘編》，現代傳播(中國傳媒大學學報)，第1期，2018年(與景海鵬、周宇、孟祥飛合著)。
- 《一堂難忘的黨課》，上海教育，第33期，2017年。[18]
- 《從〈孤寂深淵〉與〈奧蘭多〉淺探20世紀初期英國的性別空間創建》，社會科學研究，第1期，2014年( 與鮑英合著)。
- 《〈哈姆萊特〉的歷史問題:〈哈姆萊特〉與現代早期英格蘭的政治性別關聯》，外國文學評論，第3期，2013年。
- 《Revamping Canonical Novel: The Case of Robinson Crusoe》(英文發表，中文篇名：《翻新經典小說——〈魯濱遜漂流記〉及兩個當代重寫文本》)，英美文學研究論叢，第1期，2007年。
- 《一個解構性的鑲嵌混成:〈仇敵〉與笛福小說》，當代外國文學，第4期，2004年(與段楓合著)。
- 《何謂「女性」？：從伍爾芙〈女性的職業〉談「家庭天使」形象的銘刻意義》(What Is a "Woman"?: Exploring Virginia Woolf's "Professions for Women" and the Social-historical Implications of the "Angle in the House" Image)，中山人文學報，第30期，頁217-234，2011年1月。

### 譯作
- 《陌生人的悲傷》 (The Grief of Strangers)，原作者：與奇瑪曼達·恩格茲·阿迪切(Chimamanda Ngozi Adichie)，上海文學，第9期，2007年。
- 《小說的藝術》(The Art of Fiction)，原作者：大衛·洛奇(David John Lodge)，出版者：上海譯文出版社，原著語言：英文，譯著出版年:2010，原著出版年：1992。

## 备注
1. 1 2  2017年11月《上观新闻》采访卢丽安，卢丽安自述：“但是，我跟这两位同学不一样的地方是，我1997年来上海就办理了大陆身份证，没有了后顾之忧[1]。”
2. ↑  原文：“此外，民政局調查，同樣設籍在台中市中區的沈一帆，1997年即以中華民國國民的身分出境，且在2007年1月將戶籍遷出國外，也被中央查出沈一帆已取得大陸居民身分，內政部2015年1月函文廢止沈一帆戶籍，中區戶政所在2015年即廢沈在中區的戶籍[1]。”此处“戶籍遷出國外，也被中央查出沈一帆已取得大陸居民身分”，“户籍”当指中华人民共和国（中国大陆）户籍。